# إريك فولك
إريك فولك (بالإنجليزية: Erik Folk)‏ هو لاعب كرة قدم أمريكية أمريكي، ولد في 26 يناير 1989.